# STS-115
STS-115 (ISS-12A) — космический полёт MTKK «Атлантис» по программе «Спейс Шаттл». Вторая после более чем трёхлетнего перерыва, вызванного катастрофой шаттла «Колумбия», миссия по дальнейшему строительству Международной космической станции. Это 19-й полёт по программе МКС.
Главной целью полёта является доставка и установка продолжения левого сегмента ферменных конструкций МКС — ферм P3 и P4, пары солнечных батарей (2A и 4A) и обслуживающие их аккумуляторные батареи. Это значительно увеличит количество электроэнергии для проведения научных экспериментов на станции.
В случае повреждения «Атлантиса» при старте и невозможности его безопасного возвращения на Землю, экипаж останется на МКС и будет дожидаться спасательной экспедиции (STS-301), которая отправится на шаттле «Дискавери» 11 ноября. Такая мера предосторожности предусмотрена в соответствии с рекомендациями комиссии, которая проводила расследование обстоятельств гибели шаттла «Колумбия».

## Экипаж
- Брент Джетт (Brent Jett) (4-й космический полёт)
- Кристофер Фергюсон (Christopher Ferguson) (1), пилот
- Джозеф Таннер (Joseph Tanner) (4), специалист полёта
- Дэниел Бёрбэнк (Daniel Burbank) (2), специалист полёта
- Хайдемари Стефанишин-Пайпер (Heidemarie Stefanyshyn-Piper) (1), специалист полёта
- Стивен МакЛейн (Steven MacLean) (2), специалист полёта, (Канада)

В экипаже «Атлантиса» — два новичка космических полётов: Кристофер Фергюсон и Хайдемари Стефанишин-Пайпер.

## Параметры полёта
- Вес:
  - Вес при старте: ?? кг
  - Вес при приземлении: ?? кг
- Перигей: ?? км
- Апогей: ?? км
- наклонение: 51,6°
- Период обращения: 91,6 мин

### Выходы в открытый космос
- Выход 1 —  Таннер и Пайпер
- Цель: Подготовка к работе секции ферменной конструкции Р3/Р4.
- Начало: 12 сентября 2006 — 09:17 UTC
- Окончание: 12 сентября — 15:43 UTC
- Продолжительность: 6 часов 26 минуты

Это 68-й выход в космос связанный с МКС, 41-й выход непосредственно из МКС, 21-й выход из американского модуля «Квест» в американских скафандрах.
Это 6-й выход в космос Джозефа Таннера и 1-й выход Хайдемари Стефанишин-Пайпер.
- Выход 2 —  Бёрбенк и Маклейн
- Цель: Подготовка к работе поворотного устройства солнечных батарей, вновь установленной секции Р3/Р4.
- Начало: 13 сентября 2006 — 09:05 UTC
- Окончание: 13 сентября — 16:16 UTC
- Продолжительность: 7 часов 11 минут

Это 69-й выход в космос связанный с МКС, 42-й выход непосредственно из МКС, 22-й выход из американского модуля «Квест» в американских скафандрах.
Это 1-й выход в космос Дэниела Бёрбэнка и 1-й выход Стивена Маклейна.
- Выход 3 —  Таннер и Пайпер
- Цель:
- Начало: 15 сентября 2006 — 09:15 UTC
- Окончание: 15 сентября — 15:35 UTC
- Продолжительность: 6 часов 20 минут

Это 70-й выход в космос связанный с МКС, 43-й выход непосредственно из МКС, 23-й выход из американского модуля «Квест» в американских скафандрах.
Это 7-й выход в космос Джозефа Таннера и 2-й выход Хайдемари Пайпер.

## Цель
Возобновление строительства МКС. Доставка и монтаж двух сегментов P3 и P4 ферменной конструкции МКС.

## Подготовка к полёту
24 июля шаттл «Атлантис» был перевезён из ангара в здание сборки, где он будет соединен с внешним топливным баком и двумя твердотопливными ускорителями. После сборки, будет проведено тестирование электрических и механических связей между всеми элементами системы. На понедельник, 31 июля, намечен вывоз корабля на стартовую позицию.
27 июля Руководство НАСА официально заявило, что окно для запуска «Атлантис» STS-115 сдвигается на одни сутки назад — на 27 августа. Это обусловлено тем, что во время старта «Атлантиса» будет ещё достаточно светло, чтобы проводить фотографирование внешнего топливного бака. Ранее самой ранней датой старта предполагалось 28 августа.
После катастрофы шаттла «Колумбии», в НАСА было принято решение, что первых три старта, после возобновления полётов, должны состояться днём, что было достаточно света для фотографирования модифицированного внешнего топливного бака.
После анализа, инженеры установили, что 27 августа будет ещё достаточно светло, чтобы можно было фотографировать внешний бак после его отделения от «Атлантиса».
Время старта изменено с 28 августа 4:04 p.m. EDT (20:04 UTC) на 27 августа 4:30 p.m. EDT (20:30 UTC).
НАСА будет иметь 12 суток (до 7 сентября), в течение которых возможен запуск «Атлантиса» в течение светлого времени суток, когда возможно фотографирование. Если старт «Атлантиса» состоится до 3 сентября, то российский «Союз» мажет стартовать, как и предполагается 14 сентября в 05:44 UTC. Если старт «Атлантиса» сдвигается до 7 сентября, то старт «Союза» соответственно — на 18 сентября.
Если старт «Союза ТМА-9» сдвинется на 18 сентября, то возвращение экипажа МКС-13 произойдёт не ранее 28 сентября, в тёмное время суток. Руководство Роскосмоса хотело бы избежать приземления «Союза» в темное время суток, так как это затрудняет поиск спускаемого аппарата и эвакуацию экипажа.
Если старт «Атлантиса» не состоится в период первого окна (27 августа — 7 сентября), то следующая возможность откроется в конце октября.
В настоящее время «Атлантис» находится в здании сборки, и к нему уже подвешены внешний топливный бак и твердотопливные ускорители. В понедельник «Атлантис» будет перевезён на стартовую площадку, которая находится на расстоянии 4 мили от здания сборки.
1 августа Из-за неблагоприятной погоды (сильный дождь с грозой), планировавшийся на понедельник, вывоз «Атлантиса» на стартовую позицию был перенесён с понедельника на вторник. Однако, во вторник погода не улучшилась и вывоз был вторично перенесён, теперь на среду (2 августа) в 6:00 UTC.
2 августа После двух дней задержки, в среду шаттл «Атлантис» вывезен на стартовую площадку.
Перевозка «Атлантиса» началась в 05:05 UTC и закончилась в 12:54. Расстояние от здания сборки до стартовой площадки — 6,96 км (4,2 мили), скорость специального транспортера не превышала 1 мили в час.
16 августа НАСА официально объявило дату и время запуска шаттла «Атлантис» STS-115: 27 августа 4:30 p.m. EDT (20:30 UTC)
24 августа. Экипаж «Атлантиса» прибыл на космодром. Метеорологи предсказывают погоду на 27 августа, которая с вероятностью 70 % будет благоприятной для старта.
25 августа. Во время грозы в стартовую площадку ударила молния, но оборудование и шаттл не пострадали, так как были защищены молниеотводом. Вероятность благоприятной погоды для запуска шаттла в воскресенье (27 августа), вечером, составляет 40 %.
НАСА приняло решение о переносе старта на сутки, предварительно на 28 августа 20:04 UTC. Причина переноса — необходимо больше времени для проверки стартового оборудование и систем шаттла после удара молнии.
26 августа. НАСА приняло решение о переносе старта на вторник, 29 августа 19:42 UTC. Причина переноса — необходимы ещё сутки для проверки стартового оборудование и систем шаттла после удара молнии.
В НАСА обсуждается возможность перевоза «Атлантиса» в здание вертикальной сборки из-за надвигающегося на Флориду урагана «Эрнесто».
28 августа. Из-за надвигающегося на космодром шторма «Эрнесто», НАСА приняло решение о начале подготовки к перевозки шаттла «Атлантис» в здание вертикальной сборки. Шторм «Эрнесто» достигнет космодрома в среду, после полудня. Подготовка к перевозке шаттла может быть прервана в любой момент, если «Эрнесто» изменит направление или потеряет свою разрушительную мощь.
НАСА планирует начать перевозку «Атлантиса» в здание вертикальной сборки во вторник (29 августа) в 18:00 UTC. Перевозка займёт 6 — 8 часов.
29 августа в 10:04 a.m. EDT (14:04 UTC) шаттл «Атлантис» начал своё движение со стартовой площадки в здание вертикальной сборки. В целях безопасности шаттл будет укрыт от тропического шторма «Энерсто», который достигнет побережья Флориды в среду, после полудня. Шаттлу предстоит преодолеть 7,24 км (4,5 мили) за, примерно, 10 часов.
29 августа НАСА изменило своё решение, шаттл «Атлантис» возвращается на стартовую площадку. В 2:42 p.m. EDT (18:42 UTC) движение шаттла было остановлено и в 2:45 p.m. EDT, началось движение в обратном направлении, в сторону стартовой рампы. Возвращение «Атлантиса» на старт ожидается в 8:00 p.m. EDT. Разрушительная мощь шторма «Энарнесто» сильно ослабла, поэтому опасность повреждения «Атлантиса» исчезла. Предположительная дата старта — не ранее чем 3 сентября.
29 августа. В 8:45 p.m. EDT (30 августа 00:45 UTC) шаттл «Атлантис» вновь установлен на стартовой площадке. НАСА называет ориентировочное время старта — 6 сентября 12:29 p.m. EDT (16:29 UTC).
31 августа. НАСА и Роскосмос договорились о том, что «Атлантис» может быть запущен и 8 сентября. В этом случае он покинет МКС 17 сентября. В связи с этим Роскосмос перенёс старт корабля «Союз ТМА-9» со следующим долговременным экипажем на 18 сентября (12:08 p. m. EDT, 04:08 UTC). Запуск «Атлантиса» 6 или 7 сентября позволит НАСА продлить продолжительность полёта на одни или двое суток, которые могут понадобиться для дополнительных обследований теплозащитного покрытия шаттла. Если «Атлантис» не сможет стартовать до 8 сентября, то старт будет перенесён на 26 октября.
6 сентября. НАСА отложило запуск шаттла «Атлантис» STS-115 из-за проблем, которые возникли в одном из трёх топливных элементов. Неисправность возникла в топливном элементе номер 1, а именно в его насосе системы охлаждения. Предполагаемая следующая попытка старта — 7 сентября 12:03 p. m. EDT (16:03 UTC).
7 сентября. Старт «Атлантиса» назначен на 8 сентября 11:41 a. m. EDT (15:41 UTC). Последняя попытка запуска, в текущем, благоприятном для старта окне возможна 9 сентября 11:15 a. m. EDT (15:15 UTC). Если «Атлантис» не взлетит ни 8, ни 9 сентября, то старт состоится не раньше 26 октября, когда откроется следующее благоприятное окно.
8 сентября. Примерно за час до назначенного времени старт «Атлантиса» был отменён. Причина отмены — неисправность одного из датчика уровня жидкого водорода во внешнем топливном баке. Старт перенесён на 9 сентября в 11:15 a. m. EDT (15:15 UTC).

## Описание полёта
9 сентября в 15:15 UTC шаттл «Атлантис» STS-115 стартовал к Международной космической станции. Экипаж шаттла, состоящий из шести астронавтов, должен возобновить сборку МКС. Строительство МКС возобновляется через три с половиной года после катастрофы шаттла «Колумбия» в феврале 2003 года.
10 сентября экипаж, с помощью робота-манипулятора, обследовал теплозащитное покрытие шаттла и начал подготовку к предстоящей стыковке с МКС.
11 сентября. Перед стыковкой, пролетая над Африкой, Италией и Балканами, на расстоянии в 183 метра (600 футов) от иллюминаторов МКС, «Атлантис» сделал кувырок, во время которого экипаж станции произвёл фотосъёмку теплозащитного покрытия шаттла. Такой манёвр шаттлы стали выполнять после катастрофы «Колумбии». Цифровые фотографии высокого разрешения были переданы на Землю для последующего анализа состояния теплозащитного покрытия шаттла специалистами НАСА. Под управлением командира корабля Брента Джетта, шаттл пристыковался к МКС в 6:48 a. m. EDT (10:48 UTC). Стыковка произошла на высоте 354 км (220 миль) над Южным районом Тихого океана, западнее Чили.
В этот же день Дэниел Бёрбэнк, с помощью робота-манипулятора шаттла, извлёк ферменную конструкцию из грузового отсека «Атлантиса» и передал её роботу-манипулятору МКС, которым управлял канадский астронавт Стивен Мак-Лин. «Канадарм-2» переместил сборку секций ферменной конструкции, длина которой 13,7 метров (45 футов) и масса — 17,5 тонн (35000 фунтов), к месту будущего монтажа на левом краю ферменной конструкции МКС. В таком положении манипулятор и закреплённые на нём фермы остались до 12 сентября, когда состоялся первый выход в открытый космос, и астронавты начали монтажные работы.
Астронавты Таннер и Стефанишин-Пайпер произвели подготовку к выходу в открытый космос по новой программе, совершив так называемый «ночлег на открытом воздухе» (англ. camping out) в шлюзовой камере «Квест». Процедуры «ночлега на открытом воздухе» разработаны для сокращения времени требуемого на подготовку к ВКД, и включают в себя вдыхание астронавтами чистого кислорода используя дыхательные маски, и сон при пониженном давлении в шлюзовой камере. Это уменьшает опасность кессонной болезни и значительно сокращает время на подготовку к выходу в открытый космос.
12 сентября. Новые сегменты ферменной конструкции Р3/Р4 были подсоединёны к сегменту Р1 в 4:38 a. m. EDT (8:43 UTC). После развёртывания новых солнечных батарей, общая мощность энергоснабжения станции возросла в два раза.
В 5:17 a. m. EDT (9:17 UTC) начался выход астронавтов Таннера и Пайпер в открытый космос. Целью выхода было проведение подготовительных работ перед вводом в эксплуатацию сегментов ферменной конструкции P3/P4. Таннер и Пайпер установили силовые и коммуникационные кабеля между сегментами Р1 и Р3/Р4, убрали транспортную обвязку с блока солнечных батарей. Астронавты работали очень быстро, так, что наземный центр управления полётом позволил им выполнить некоторые задания предусмотренные для следующего выхода в открытый космос. Выход закончился в 11:43 a. m. EDT (15:43 UTC). Единственным инцидентом случившимся в ходе ВКД, стала потеря шайбы, крепёжного болта и пружины, упущенных Таннером и улетевших в открытый космос. В НАСА заявили, что из-за направления, в котором улетели упущенные предметы, время их существования на орбите будет невелико и они не будут представлять угрозы для МКС или других космических аппаратов.
Астронавт Дэниел Бёрбанк координировал выход в открытый космос. Стив Мак-Лин и Джефри Уильямс управляли роботом-манипулятором станции, на котором был подвешена сборка ферменных сегментов Р3/Р4.
Следующий выход был запланирован на следующий день, среду, 13 сентября, начало выхода на 5:15 a. m. EDT (9:15 UTC).
13 сентября астронавты Бёрбенк и Мак-Лин совершили выход в открытый космос. Выход начался 5:05 a. m. EDT (9:05 UTC) и закончился в 12:16 p. m. EDT (16:16 UTC). Астронавты готовили к работе поворотное устройство солнечных батарей на ферме Р4. Поворотное устройство предназначено для ориентации солнечных батарей в направлении на Солнце. Джозеф Таннер координировал выход в открытый космос, а Стефанишин-Пайпер управляла манипулятором «Канадарм 2».
14 сентября. В 8:44 a.m. EDT. (12:44 UTC) на МКС была развернута установленная панель солнечных батарей. Новая панель имеет длину 73 метра (240 футов) и ширину 11,5 метра (38 футов). Панель подвешена к смонтированным экипажем «Атлантиса» сегментам ферменной конструкции Р3/Р4. Раскрытие солнечной батареи началось в 6:27 a.m. EDT (10:27 UTC). Включение новой солнечной батареи в энергосистему станции было отложено из-за ошибки возникшей в программе управляющей поворотным механизмом батареи.
15 сентября состоялся третий выход в открытый космос. Выход начался в 6:00 a. m. EDT (10:00 UTC) и закончился в 12:42 p. m. EDT (16:42 UTC). Астронавты Таннер и Пайпер продолжили подготовку к работе новых солнечных батарей и радиатора системы охлаждения. Астронавты также демонтировали экспериментальные образцы на внешней поверхности станции, установили новую антенну для передачи телевизионного изображения и демонтировали на сегменте S1 старую, вышедшую из строя, антенну.
Астронавтов в открытом космосе ассистировал Бёрбенк, Мак-Лин управлял манипулятором станции.
16 сентября, после напряжённой работы по монтажу сегментов Р3/Р4 и солнечных батарей, потребовавших трёх выходов в открытый космос, астронавты шаттла получили возможность отдыха на полдня. Во второй половине дня астронавты «Атлантиса» и члены экипажа МКС занимались перегрузкой оборудования и материалов из шаттла на станцию. Все астронавты приняли участие в пресс-конференции.
17 сентября в 8:50 a.m. EDT (12:50 UTC) шаттл «Атлантис» отстыковался от МКС. Переходный люк между шаттлом и МКС был закрыт в 6:27 a.m. EDT (10:27 UTC). После отстыковки шаттл облетел вокруг МКС. Во время облёта шаттлом управлял пилот Крис Фергюсон.
18 сентября шаттл продолжил свой полёт, находясь на расстоянии 80 км (50 миль) позади МКС. С помощью манипулятора, экипаж обследовал теплозащитное покрытие на передних кромках крыльев и на носу шаттла. Такое обследование проводится для того, чтобы убедиться с том, что теплозащитное покрытие шаттла не было повреждено от случайных ударов космического мусора или микрометеоритов.
19 сентября в космосе одновременно находились 12 астронавтов и космонавтов. Шесть астронавтов на шаттле «Атлантис», три на корабле «Союз ТМА-9» и три на МКС. В 7 часов UTC шаттл был на расстоянии 98 мили от МКС и они пролетали над Австралией, а «Союз» был над территорией России, на расстоянии 6550 миль от шаттла. В это время между тремя экипажами была установлена связь и астронавты и космонавты разговаривали между собой.
Астронавты шаттла продолжили подготовку в посадке, которая должна состояться в 20 сентября 5:57 a. m. EDT, а экипаж «Союза» к стыковке с МКС, которая состоится также 20 сентября в 5:24 UTC.
20 сентября был проведен осмотр теплозащитного покрытия шаттла. Никаких повреждений, препятствующих успешной посадке, обнаружено не было. Тем не менее, посадка шаттла была перенесена на четверг, 21 сентября в 6:21 a. m. EDT. НАСА назвала причиной переноса посадки на сутки — неблагоприятные погодные условия во Флориде.
Астронавты обнаружили неизвестные объекты, которые сопровождают шаттл. Специалисты считают, что это обрывки целлофанового пакета, которые могли вылететь из грузового отсека «Аттлантиса» вследствие вибрации, которая возникла при штатном контроле гидравлических систем шаттла и при тестовом включении двигателей торможения.
«Это выглядит как отражающая ткань. Не твёрдое, возможно ремень. Металлический. Не похоже ни на что, что я когда-либо видел на внешней стороне Шаттла», сказал командир шаттла Брент Джетт. «Мы рассматривали это через бинокль и фотографировали камерой с 400 мм объективом. Два неизвестных объекта выглядят как кольца и один как обрывок фольги. Они могли появиться после работы астронавтов в открытом космосе».
21 сентябрь. Сегодня утром шаттл «Атлантис» совершил посадку в Космическом центре им. Кеннеди на мысе Канаверал, успешно завершив свою миссию STS-115. После катастрофы шаттла «Колумбия» в 2003 году, это был полёт, в котором после большого перерыва было продолжено строительство Международной космической станции. Двигатели торможения шаттла были включены в 5:14:28 a. m. EDT, двигатели отработали 2 минуты 40 секунд. Через полчаса после торможения, шаттл вошёл в атмосферу на высоте 122 км (76 миль), находясь над южным районом Тихого океана. Космонавты на МКС, которая находилась в это время в нескольких сотнях миль впереди, наблюдали, как шаттл вошёл в плотную атмосферу, сверкая как метеор.
«Я наблюдаю устойчивый, отчётливо видимый инверсионный след», — сообщал Джеффри Уильямс. «Инверсионный след становился ярче и ярче. Очень похоже на инверсионный след позади самолёта. Даже когда начинался рассвет, самым ярким объектом в окне оставался шаттл».
Приземление произошло в 14:21:30 (6:21 a. m. EDT). Это была 21-я ночная посадка шаттла и 15-я ночная посадка шаттла во Флориде. Это был 116 космический полёт по программе «Спейс шаттл», 19-й полёт шаттла, связанный с МКС, 27-й полёт шаттла «Атлантис» и 6-й полёт «Атлантиса», связанный с МКС.
После выхода из шаттла, астронавты прошли короткое медицинское обследование, а затем осмотрели свой корабль, чтобы оценить как «Атлантис» перенёс 11-дневный космический полёт.
После осмотра «Атлантиса», командир экипажа Брент Джетт сказал: «Это было трудно, но шаттл это выполнил. Было приятно в полёте и хорошо снова быть дома».

## Итог
«Атлантис» стартовал 9 сентября и состыковался с МКС 11 сентября. На станцию были доставлены и смонтированы сегменты ферменной конструкции Р3/Р4 и комплект солнечных батарей. Новые солнечные батареи в два раза увеличат выработку электроэнергии на станции. Включение установленных солнечных батарей в работу будет осуществлено во время следующего полёта шаттла в декабре 2006 года.
Директор НАСА Майкл Гриффин сказал: «Команда выполнила прекрасную работу. Мы видим огромное напряжение действительно большой команды людей НАСА. Мы восстанавливаем тот дух работы, который был раньше и мы должны продолжать это дальше».